# RSV Würges
Der RSV Würges ist ein im Jahr 1920 gegründeter Fußballverein aus dem zur Stadt Bad Camberg gehörenden Stadtteil Würges.

## Geschichte
Neben der langjährigen Zugehörigkeit zur Oberliga Hessen waren die größten Erfolge des Vereins der zweimalige Gewinn des Hessenpokals in den Jahren 1980 und 1987. Dadurch nahm Würges am DFB-Pokal teil. 1980 erreichte der RSV nach Siegen gegen den FC Ottering und einem Auswärtssieg beim OSC Bremerhaven die dritte Runde, in der man gegen den VfL Osnabrück unterlag. 1987 schied man in der ersten Runde gegen Fortuna Düsseldorf aus.
Nach dem freiwilligen Rückzug aus der Verbandsliga bedingt durch die Insolvenz eines Investors spielte man in den Jahren 2012 bis 2017 in der achtklassigen Kreisoberliga. Nach dem Aufstieg im Jahr 2017 spielt der Verein in der Gruppenliga Wiesbaden. Dort hielt er sich fünf Saisons. Seit der Saison 2022/23 ist wieder die Kreisoberliga Limburg-Weilburg die sportliche Heimat des Traditionsclubs.

## Erfolge
- Hessenpokalsieger 1980, 1987
- Dritte Runde DFB-Pokal 1981 (Siege gegen FC Ottering und OSC Bremerhaven, ausgeschieden gegen VfL Osnabrück)
- Zugehörigkeit zur Hessenliga (bzw. Amateur-Oberliga) 1983–1985, 1991–92, 1996–1998 und 2006–2011

## Persönlichkeiten
- Christian Adam
- Philipp Albert
- Bernd Eufinger
- Bernd Fuhr
- Christian Kunert
- Norbert Otto
- Edwin Westenberger
- Thorsten Wörsdörfer
- Alvaro Zalla

## Stadion
Der RSV Würges trägt seine Heimspiele im RSV-Stadion Goldener Grund aus. Das Stadion verfügt über 2.500 Plätze, davon 250 überdachte Sitzplätze.